# Puertas de tijera

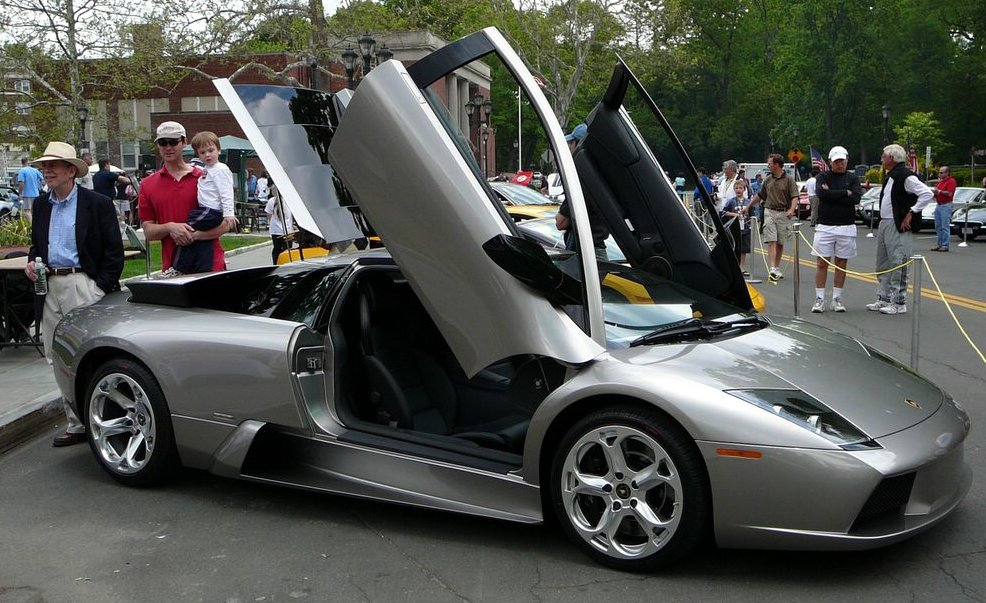
Un Lamborghini Murciélago con las puertas abiertas.

El término puertas de tijera es uno de los varios nombres usados para unas puertas de automóvil que rotan verticalmente y se abren hacia arriba, estando fijadas cerca del final del parabrisas gracias a una bisagra. Otros apodos son puertas tipo "Lambo", también llamadas puertas LSD (Lamborghini Style Doors).[cita requerida] Estos dos últimos apodos se deben a que el primer automóvil de producción con este tipo de puertas fue el Lamborghini Countach LP400 de 1973.
El primer automóvil en poseer este tipo de puertas fue el prototipo Alfa Romeo Carabo de 1968, diseñado y realizado por la empresa italiana Bertone sobre la base de un Alfa Romeo 33 Stradale. Debido a que el Carabo no entró en producción, Bertone diseñó otro modelo basado en este, el prototipo Countach LP500 que fue construido por Lamborghini en 1971. Desde ese momento, Lamborghini adquirió la patente de invención de estas puertas la cual tuvo por varios años,[cita requerida] y que aplicó y sigue aplicando a sus modelos.
Lamborghini utiliza este tipo de puertas en sus modelos que poseen motor V12 únicamente, es decir, que es una forma de identificar a los modelos que están en el tope de la gama.[cita requerida]